# 瓜馥木
瓜馥木（学名：Fissistigma oldhamii）为番荔枝科瓜馥木属的植物。分布在台湾岛、越南以及中国大陆的江西、广东、湖南、浙江、广西、福建、云南等地，生长于海拔100米至1,500米的地区，常生长在低海拔山谷水旁灌木丛中，目前尚未由人工引种栽培。

## 别名
山龙眼藤（广东梅县）；狗夏茶（广东乐昌）；飞扬藤（广东从化）；钻山风、铁钻、小香藤、香藤风、古风子（广西）；降香藤、火索藤、笼藤（广西融水）；狐狸桃（江西龙南）；藤龙眼（台湾）；毛瓜馥木（中国树木分类学）

## 变种
- Fissistigma oldhamii (Hemsl.) Merr. var. longistipitatum Tsiang